# سین‌اوپتیکس
سین‌اوپتیکس (انگلیسی: SynOptics) شرکت تجهیزات مخابراتی آمریکایی است، که در سال ۱۹۸۵ تأسیس شد.